# FSV Glückauf Brieske-Senftenberg
FSV Glückauf Brieske-Senftenberg is een Duitse voetbalclub uit Senftenberg, deelstaat Brandenburg.
De club werd op 19 januari 1919 opgericht als FV Grube Marga en veranderde in 1924 de naam in SV Sturm Grube Marga. Na de oprichting van de Gauliga in 1933 duurde het tot 1941 alvorens de club kon promoveren naar de hoogste klasse, na 2 jaar degradeerde de club.
Na de Tweede Wereldoorlog werd de club als SG Marga heropgericht en veranderde in 1948 zijn naam in BSG Franz-Mehring Marga en in 1950 in BSG Aktivist Brieske-Ost. In oktober 1954 werd het SC Aktivist Brieske-Senftenberg.
In 1949 speelde de club in het allereerste seizoen van de DDR-Oberliga en eindigde als 6de. Op 4 november werd het nieuwe Glück Auf-Stadion ingehuldigd in een vriendschappelijke wedstrijd tegen Torpedo Moskou, 35.000 toeschouwers zagen Moskou met 0-5 winnen. In 1956 werd de club vicekampioen achter SC Wismut Karl-Marx-Stadt. In deze tijd leverde de club 4 spelers voor het nationaal voetbalelftal van de DDR. Na 13 jaren hoogste klasse degradeerde de club in 1963. Daarna werden de spelers naar SC Cottbus verkast, een voorganger van het huidige Energie Cottbus.
In de jaren 70 speelde de club in de 2de klasse en nog lager.
Op 20 juli 1990 veranderde de clubnaam naar de huidige naam. Na de Duitse Hereniging werd de club in de Oberliga Nordost ingedeeld. Na 5 seizoenen degradeerde de club naar de Verbandsliga Brandenburg. In 2011 degradeerde de club uit de Brandenburgliga.